# Fils de la Liberté
Pour les articles homonymes, voir Les Fils de la liberté.

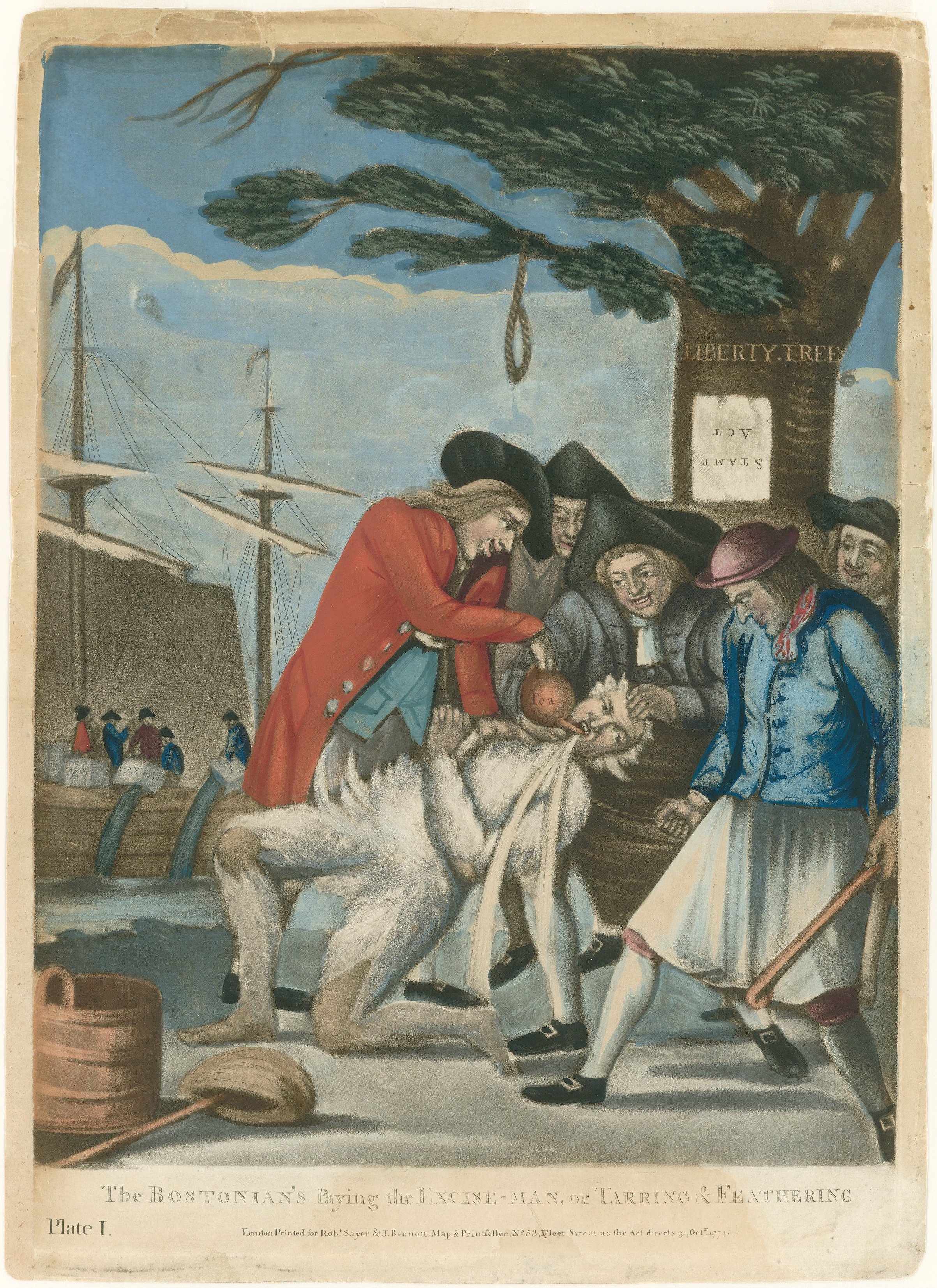
Les Fils de la Liberté, caricature britannique (1774)

Les Fils de la Liberté (en anglais, Sons of Liberty) désignent une organisation secrète de patriotes américains, pendant la rébellion des Treize colonies contre l'Angleterre, à la fin du XVIIIe siècle. Ils résistèrent à l'oppression britannique en s'attaquant aux symboles du pouvoir britannique en Amérique, mais aussi à ses agents et à ceux qui soutenaient la Couronne. Ils furent impliqués dans les campagnes de boycott et les émeutes urbaines du contexte prérévolutionnaire.
Les autorités britanniques et les loyalistes les considéraient comme une association rebelle et séditieuse ; ils les appelaient les « Fils de la Violence » (Sons of Violence) ou encore « Les Fils de l'iniquité » (Sons of Iniquity).

## Histoire
L'expression « Fils de la Liberté » est utilisée pour la première fois à la suite d'un débat sur le Stamp Act au Parlement anglais en 1765. Charles Townshend, qui avait pris la parole pour défendre son projet, compara les colons américains à des enfants plantés, nourris et protégés par la Couronne britannique. Isaac Barré, un défenseur des colons, lui répondit en décrivant les Américains comme des fils de la liberté et l'avertit qu'ils résisteraient aux nouvelles taxes imposées par le Stamp Act. L'appellation « Fils de la Liberté » a été diffusée dans les cercles de la franc-maçonnerie .
Le Stamp Act fut adopté par le Parlement et promulgué par le roi le 22 mars 1765, mais n’entra en application effective que le 1er novembre 1765.  Il imposait le paiement d'un timbre pour toute publication et imprimé. Il suscita une grande animosité de la part des colons américains et ne fut guère appliqué. Les collecteurs de taxe furent en effet menacés d’être passés au goudron et aux plumes (tarring and feathering) par les colons les plus radicaux.  De nombreux colons refusèrent de payer les timbres et la situation se radicalisa.  À Boston, des membres de l'organisation pendirent et brûlèrent une effigie d’Andrew Oliver, un agent du timbre. Sa maison fut pillée et son bureau incendié. La demeure du gouverneur du Massachusetts, Thomas Hutchinson, fut également vandalisée.  De nombreuses associations virent le jour afin d’organiser la protestation : elles seront bientôt connues comme les Fils de la Liberté.  Des incidents similaires se produisirent à New York et à Charleston.  Les timbres furent saisis et détruits, et les agents molestés.  Des comités de correspondance (Committees of Correspondence) se constituèrent pour unir les opposants et relayer les appels au boycott des marchandises anglaises.  Lorsque le Massachusetts demanda la tenue d’une assemblée générale, neuf colonies envoyèrent des représentants au Stamp Act Congress qui se tint au Federal Hall de New York en octobre 1765. Le Stamp Act fut finalement abrogé à cause des protestations des colons et des artisans anglais, frappés par le boycott de leurs marchandises.
En 1767, les Fils de la liberté adoptèrent un drapeau à neuf bandes verticales (5 rouges et 4 blanches) correspondant au nombre de colonies représentées au Stamp Act Congress. Le drapeau à 13 bandes rouges et blanches horizontales utilisées par les navires marchands américains pendant la guerre d'indépendance, était également associé aux Fils de la Liberté.

## Organisation et actions
Dans l'inconscient populaire américain, les Fils de la Liberté était une organisation secrète dont les leaders  étaient pourtant connus.  L'expression finit par désigner tout opposant à la politique fiscale et militaire de la métropole.  Le profil sociologique des Fils de la Liberté n'était pas uniforme : on trouvait aussi bien des avocats que des ouvriers.  Les représentants les plus importants de ce mouvement étaient Paul Revere, Thomas Young, Joseph Warren, Patrick Henry, John Hancock, James Otis, Thomas Crafts Jr, John Adams et son cousin, Samuel Adams, qui fut le meneur de la rébellion en Nouvelle-Angleterre.
Les actions des Fils de la Liberté allaient de la publication de pamphlet à la plantation d'arbres de la liberté, de la tenue de réunions à la violence urbaine. Les comités de correspondance permettaient d'établir un réseau entre les associations des différentes villes américaines. 

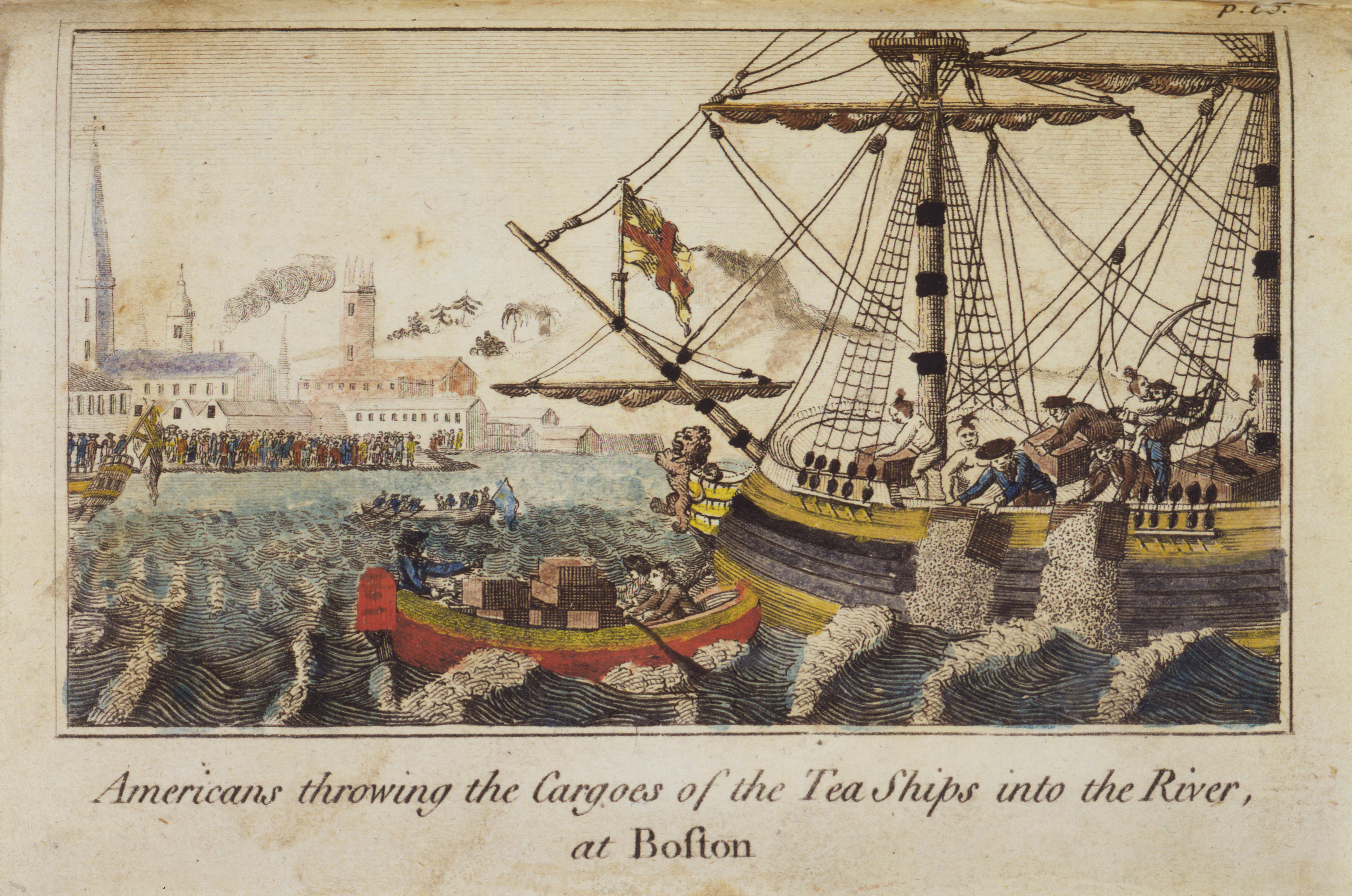
Illustration du Boston Tea Party par W.D. Cooper (1789)

Après le Tea Act autorisant la Compagnie anglaise des Indes orientales à vendre son thé dans les treize colonies, John Hancock organisa un boycott en 1773. Le 16 décembre 1773, soixante Bostoniens identifiés comme des Fils de la Liberté grimpèrent à bord de trois navires anglais accostés dans le port costumés en amérindiens.  Silencieusement, ils ouvrirent les tonneaux et jetèrent leur contenu par-dessus bord, puis les refermèrent pour les remettre à leur place, vide. Rien ne fut volé ni détruit intentionnellement, mis à part les 45 tonnes (90 000 livres) de thé, d'une valeur de 10 000 £. Ce coup d'éclat, connu sous le nom de Boston Tea Party, est l'une des plus fameuses actions des Fils de la Liberté.

#### Essais
- (en-US) Félix Sutton, Sons Of Liberty, Julian Messner, 1969, 104 p. (ISBN 9780671321239, lire en ligne)
- (en-US) Adam Rutledge, Sons of Liberty, G.K. Hall, 1er juin 1992, 328 p. (ISBN 9780553291995, lire en ligne),
- (en-US) Marshall T. Poe (ill. Leland Purvis), Sons of Liberty, Aladdin Paperbacks, 17 juin 2008, 132 p. (ISBN 9781416950677, lire en ligne),

#### Articles
- (en-US) Philip G. Davidson, « Sons of Liberty and Stamp Men », The North Carolina Historical Review, Vol. 9, No. 1,‎ janvier 1932, p. 38-56 (19 pages) (lire en ligne),
- (en-US) Arthur M. Schlesinger, « Liberty Tree: A Genealogy », The New England Quarterly, Vol. 25, No. 4,‎ décembre 1952, p. 435-458 (24 pages) (lire en ligne),
- (en-US) Arthur M. Schlesinger, « A Note on Songs as Patriot Propaganda 1765-1776 », The William and Mary Quarterly, Vol. 11, No. 1,‎ janvier 1954, p. 78-88 (11 pages) (lire en ligne),
- (en-US) Thomas W. Rambsey, « The Sons of Liberty : the Early Inter-Colonial Organization », International Review of Modern Sociology, Vol. 17, No. 2,‎ automne 1987, p. 313-335 (23 pages) (lire en ligne),
- (en-US) Frank Lambert, « "Father against Son, and Son against Father:" The Habershams of Georgia and the American Revolution », The Georgia Historical Quarterly, Vol. 84, No. 1,‎ printemps 2000, p. 1-28 (28 pages) (lire en ligne),
- (en-US) Neil L. York, « Son of Liberty: Johnny Tremain and the Art of Making American Patriots », Early American Studies, Vol. 6, No. 2,‎ 2008, p. 422-447 (26 pages) (lire en ligne),
- (en-US) Benjamin L. Carp, « Did Dutch Smugglers Provoke the Boston Tea Party? », Early American Studies, Vol. 10, No. 2,‎ printemps 2012, p. 335-359 (25 pages) (lire en ligne),